# «ВИС» (группа компаний)
Группа «ВИС» – российский инфраструктурный холдинг со штаб-квартирой в Москве. Включает компании, осуществляющие финансирование и управление инфраструктурными проектами на территории России и за рубежом. Роль головной компании выполняет Акционерное общество Группа «ВИС» (Группа «ВИС» (АО)).

## История
Группа «ВИС» образована в 2000 году в Санкт-Петербурге. В группу вошли предприятия, специализирующиеся на строительстве и реконструкции гражданских зданий и промышленных объектов, инжиниринге, поставках строительных материалов и технологического оборудования.
В 2003 году был реализован первый крупный проект – строительство завода «ЛВЛ-Югра» по производству клееного бруса в Ханты-Мансийском АО. Завод стал первым предприятием в СНГ, выпускавшим клееный ЛВЛ-брус из шпона.
В августе 2004 года после технологической аварии на Оренбургском гелиевом заводе ООО «ПФ «ВИС» были поручены функции генерального подрядчика  по восстановлению и реконструкции мощностей завода, уничтоженных и поврежденных в результате аварии. С этого проекта начинается активное сотрудничество группы «ВИС» с предприятиями группы ОАО «Газпром».
С 2013 года группа «ВИС» реализует проекты государственно-частного партнёрства, выступая в качестве инвестора, частного партнёра, генерального подрядчика.
В 2020 году консорциум группы «ВИС» и госкорпорации «Ростех» стал концессионером проекта по проектированию, строительству и эксплуатации моста через реку Лена в Якутии. 
В 2020 году группа «ВИС» вошла в список системообразующих организаций России. 
Холдинг входит в Национальную ассоциацию концессионеров и долгосрочных инвесторов в инфраструктуру (НАКДИ), а также является членом  Российского союза промышленников и предпринимателей.

## Деятельность
Группа осуществляет свою деятельность в нескольких регионах Российской Федерации. В состав Группы входит 8 территориальных управлений, расположенных в Москве, Новом Уренгое, Новочеркасске, Ноябрьске, Салехарде, Хабаровске, Якутске и Сургуте.
Ключевое направление деятельности группы «ВИС» – реализация проектов государственно-частного партнёрства «под ключ», включая привлечение финансирования, строительство, эксплуатацию, инжиниринг, поставки и монтаж оборудования, автоматизацию производственных процессов.
С 2000 по 2020 годы было реализовано более 90 проектов, в их числе:
- благоустройство набережной в Астрахани к 450-летию города[6];
- модернизация Рязанской ГРЭС;
- модернизация Киришской ГРЭС[7][8];
- берегоукрепление и благоустройство набережной рек Волга и Которосль к 1000-летию г. Ярославль.
- подключение дополнительных скважин на Оренбургском нефтегазоконденсатном месторождении.
- инфраструктурные объекты для Олимпиады в Сочи[9].
- строительство девятого энергоблока Новочеркасской ГРЭС мощностью 330 МВт[10][11][12].

В Ноябрьске построено около 150 тыс. м² жилья. В Новом Уренгое возведен жилой комплекс общей площадью более 115 тыс. м². В настоящее время по капиталоёмкости реализуемых проектов Группа является одним из ведущих операторов ГЧП в России..
В общей сложности сегодня[когда?] группой реализуется более 20 проектов, портфель заказов сформирован до 2047 года.

### Рейтинговые оценки
- Рейтинговое агентство «Эксперт РА» присвоило в 2023 году АО «Группа „ВИС“» рейтинговую оценку ruA со стабильным прогнозом, в 2023 году рейтинг был повышен до ruA+, в 2024 и 2025 годах подтверждён на том же уровне[14].
- Рейтинговое агентство АКРА присвоило АО «Группа „ВИС“» в 2020 году рейтинговую оценку A(RU)  со стабильным прогнозом. Рейтинг ежегодно подтверждался (2021-2024), в 2025 году был отозван[15].

### Организационная структура группы
«Группа „ВИС“» (АО) – головная компания группы.
Строительство
- ООО «ПФ „ВИС“»
- ООО «ВИС Строительные машины»
- ООО «ВИС Инфраструктура»
- ООО «Химмашмонтаж»
- ООО «ВИС ТрансСтрой»
- ООО «Газэнергомонтаж»
- ООО «Региональная концессионная компания»

Инжиниринг
- ООО «Промышленная и инвестиционная компания»
- ООО «ВИС Автоматизация»

Сервис
- ООО «Стройгазремонт»
- ООО «ВИС СЕРВИС»

Компании группы имеют сертификат соответствия Системы менеджмента качества требованиям ГОСТ Р ИСО 9001-2008 (ISO 9001-2001) применительно к выполнению проектных, строительных, монтажных и пусконаладочных работ, а также Свидетельства о допуске к работам по организации подготовки проектной документации и строительно-монтажным работам, оказывающим влияние на безопасность объектов капитального строительства.

### Основные показатели
В 2012 году группа «ВИС» входила в пятерку крупнейших генподрядчиков в сфере строительства генерирующих мощностей и нефтегазовой отрасли по версии ИА «Инфолайн», Санкт-Петербург.
С 2012 года холдинг входит в топ-15 крупнейших компаний Северо-Западного федерального округа по динамике роста по данным газеты «Коммерсантъ Санкт-Петербург» .

### Социальная ответственность
Группа «ВИС» участвовала в программе «Газпром – детям», осуществляя строительство объектов.
Группа оказывала финансовую помощь Федерации горнолыжного спорта и сноуборда России, футбольным клубам «Газовик» (Оренбург) и «Волгарь» (Астрахань), баскетбольному клубу «Спартак» (Санкт-Петербург), выступала партнёром ралли-рейдов «Золото Кагана» (Астрахань, 2012 г.) и снегоходного марафона «Ямалкан» (Салехард, 2013-2014 гг.). В 2014 году ГСК «ВИС» выступила партнёром хоккейного клуба «Сочи». В 2015 году при поддержке Группы в Новом Уренгое прошло командное первенство ЯНАО по танцевальному спорту, в нём приняли участие 420 танцоров из 11 городов России.
С 2012 года является партнёром Российского фонда помощи (Русфонд) и Издательского Дома «Коммерсантъ». В 2013 году в рамках программы Русфонда «Ярославль Мудрый» группа оказывала благотворительную помощь детям с патологиями внутриутробного развития, врожденными деформациями и родовыми травмами. С 2014 года ГСК «ВИС» является партнёром программы «Беспорочное сердце» на ежегодной основе.